# Torre Gorgot
La torre Gorgot, más conocida como torre Galatea desde 1983, es la torre y el edificio anexo, situados en la Subida del Castillo, en Figueras. Formaba parte del recinto amurallado de la ciudad. En la actualidad es uno de los edificios del Teatro-Museo Dalí, que alberga las oficinas de la Fundación Gala-Salvador Dalí. Fue inscrito como Bien de Interés Cultural en 1988.

## Historia
Se trata de una casa del siglo XVII que conserva restos únicos visibles de la antigua muralla medieval de la ciudad de Figueras. En el siglo XIX la torre fue transformada en depósito de aguas municipales. Recogía las sobrantes del castillo de San Fernando y las redistribuía por Figueras, siendo la primera red de agua corriente de la ciudad.
La torre y el edificio fueron restaurados el año 1931 por indicación de la familia Gorgot. El proyecto fue de un arquitecto francés y las obras se llevaron a cabo bajo la dirección de Pelayo Martínez Paricio.En el transcurso de esta tarea las paredes, de un espesor de 2 metros, fueron reducidas a 80 centímetros.
En 1983, la torre fue adquirida por la Generalidad de Cataluña y el Ayuntamiento a fin de posibilitar la ampliación del Museo Dalí situado al lado. Entre los años 1980 y 1985 Jordi Bonet Armengol y Enric Fita trabajaron en el proyecto de adaptación para el uso de la torre Galatea.
Fue residencia de Salvador Dalí desde octubre de 1984 hasta su fallecimiento en 1989. Dalí quiso cambiar su nombre por el de torre Galatea (en homenaje a su mujer y musa Gala), y transformó su aspecto con color, panes y huevos en la exterior.
A finales de junio de 2019 se repintó toda la estructura, así como los ornamentos surrealistas, debido a que habían perdido parcialmente su color original.

## Descripción
La torre Gorgot está ubicada en el centro histórico de la ciudad, entre la Rambla y el castillo de San Fernando. La vivienda solucionó su ubicación en esquina con una amplia torre. En la planta baja se encuentra un gran portal de acceso central y dos laterales más pequeños, todos enmarcados por dovelas. En la primera planta se encuentra una alternancia de balcones y ventanas con gran dinteles de piedra y frontones deteriorados. La cornisa se encuentra sobre las ménsulas.